# Asselborn
Asselborn är en ort i Luxemburg.   Den ligger i kantonen Canton de Clervaux och distriktet Diekirch, i den norra delen av landet, 60 kilometer norr om huvudstaden Luxemburg. Asselborn ligger 480 meter över havet och antalet invånare är 413.
Terrängen runt Asselborn är platt, och sluttar söderut.  Närmaste större samhälle är Wiltz, 14,5 kilometer söder om Asselborn. 
I omgivningarna runt Asselborn växer i huvudsak blandskog. Runt Asselborn är det ganska glesbefolkat, med 42 invånare per kvadratkilometer.